# Unabhängige GewerkschafterInnen im ÖGB
Die Plattform Unabhängige GewerkschafterInnen (kurz UG) versteht sich als Zusammenschluss überparteilicher und parteiunabhängiger Listen auf Personalvertretungs-, Betriebsrats- und Gewerkschaftsebene im Österreichischen Gewerkschaftsbund (ÖGB).

## Die Säulen der UG
Die UG ist seit 19. November 1997 eine anerkannte Fraktion und drittstärkste Gruppierung im ÖGB. Getragen wird die UG von unabhängigen und alternativen Gewerkschaftsgruppierungen in den Teilgewerkschaften. Sie ist somit als Dachverband zu klassifizieren. Die einzelnen Gruppierungen werden als „UG-Säulen“ bezeichnet:
- AUGE/UG (Alternative und Grüne GewerkschafterInnen) in der Gewerkschaft GPA, der Gewerkschaft PRO-GE und in den Arbeiterkammern.
- KIV/UG (Namensliste Konsequente Interessenvertretung) in der Daseinsgewerkschaft younion
- UGöD (Unabhängige GewerkschafterInnen im öffentlichen Dienst) in der GÖD

Diese drei Säulen sind die Gründungsfraktionen der UG. Später hinzugestoßen sind:
- UG-VIDA  (Unabhängige GewerkschafterInnen in der Gewerkschaft vida)
- we4you/UG in der GPF.

## Inhalte
Die UG gibt ihre Ziele und Leitlinien wie folgt an:
- deutliche Verkürzung der Arbeitszeit
- faire Verteilung in jedweder Hinsicht
- Gleichstellung aller Personen
- Kampf im Sinne der Arbeitnehmer
- Nachhaltigkeit im Umgang mit der Umwelt
- Transparenz

Die UG fordert innerhalb des ÖGB vor allem mehr Demokratie (bspw. direkte Wahlen im gesamten ÖGB), eine Stärkung der Autonomie (insbesondere Unabhängigkeit von Parteien und Staat) und Mitbestimmungsmöglichkeiten der Gewerkschaftsmitglieder ein. Dementsprechend initiiert oder beteiligt sich die UG an Initiativen wie ArbeitsKlimaWandel oder Sozialmilliarde.
Die UG bekennt sich ferner zu den Grundsätzen des Österreichischen Gewerkschaftsbundes, insbesondere zu § 3 Abs. 1:
„Der ÖGB ist in Verfolgung seines Zwecks zu einem kraftvollen Mitwirken an der steten sozialen, wirtschaftlichen und kulturellen Weiterentwicklung Österreichs, zur Wahrung der Unabhängigkeit und Neutralität unseres Landes, zur Bekämpfung des Faschismus, jeder Reaktion und aller totalitären Bestrebungen, zur Mitarbeit an der Sicherung des Weltfriedens sowie zum unentwegten Kampf zur Hebung des Lebensstandards der Arbeitnehmer Österreichs und zum Einsatz für Chancengleichheit zwischen Frauen und Männern berufen und verpflichtet.“
Die UG sucht zur Verwirklichung ihrer Ziele und Inhalte die Zusammenarbeit mit anderen gewerkschaftlichen und gesellschaftlichen Gruppen ähnlicher Zielsetzung, lehnt jedoch jede Zusammenarbeit mit rechtsextremen bzw. rechtspopulistischen und antidemokratischen Gruppen ab.